# Johan Lithen
Johan Lithen (adlad Litheim), född 1663 i Stengårdshults socken, död den 4 mars 1725 i Göteborg, var en svensk fortifikationskapten och konstnär.

## Biografi
Efter studier i Uppsala blev Lithen 1683 ritare i Antikvitetsarkivet och 1688 volontär i Fortifikationen. Lithen var Erik Dahlberghs medhjälpare vid dennes teckningar till Karl XI:s krig och utförde ett antal teckningar för Sueciaverket. Han deltog som fortifikationsofficer i Karl XII:s krig fram till 1705, men var därefter mest sysselsatt med teckningar över kungens krigsbedrifter och med kartografiska arbeten. Lithen utsågs 1708 till fortifikationsbefälhavare i Göteborg. 
I Riksarkivet förvaras en mängd teckningar av Lithen.

## Verk

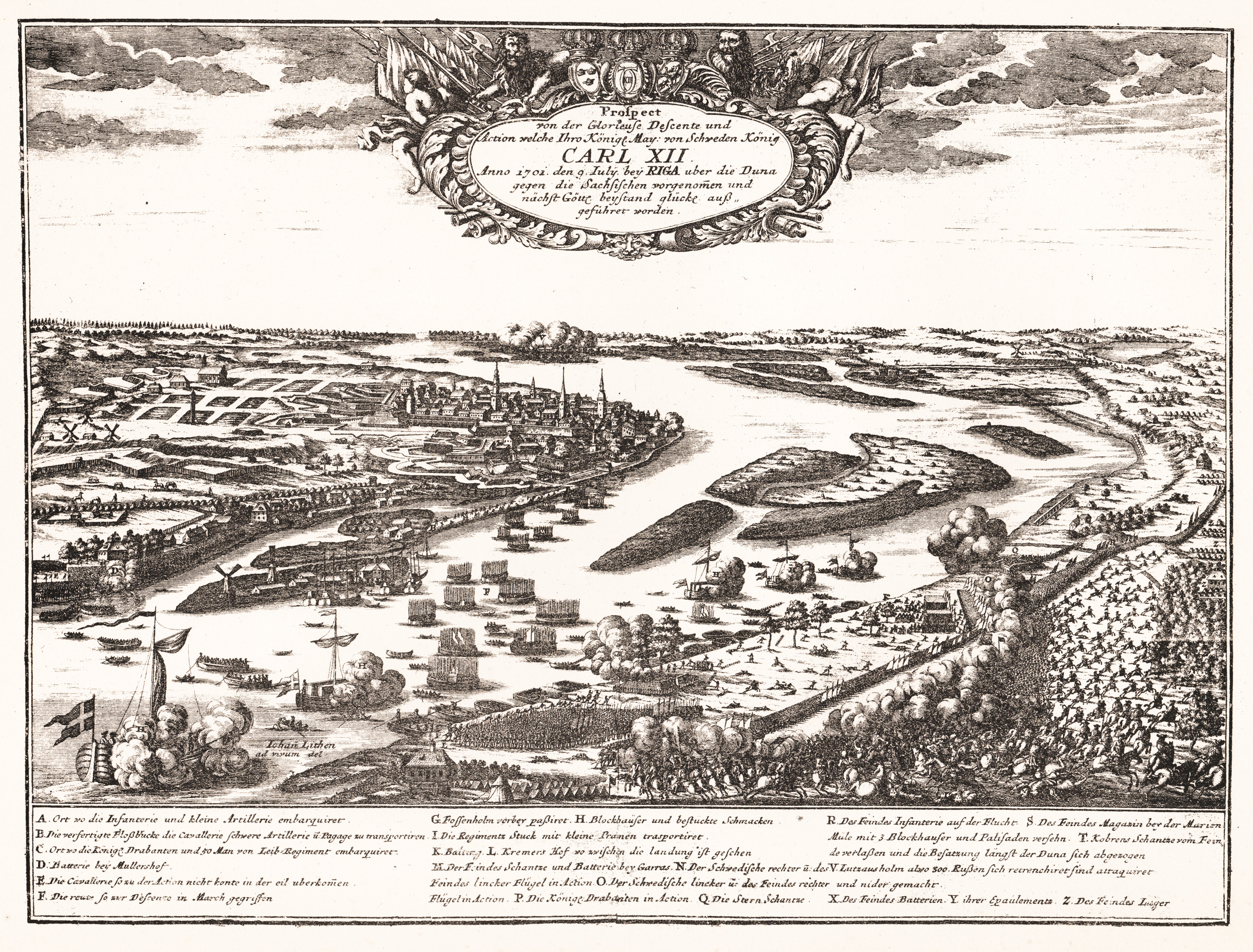
Karl XII:s polska fälttåg. Sammandrabbning med sachsarna vid floden Daugava.
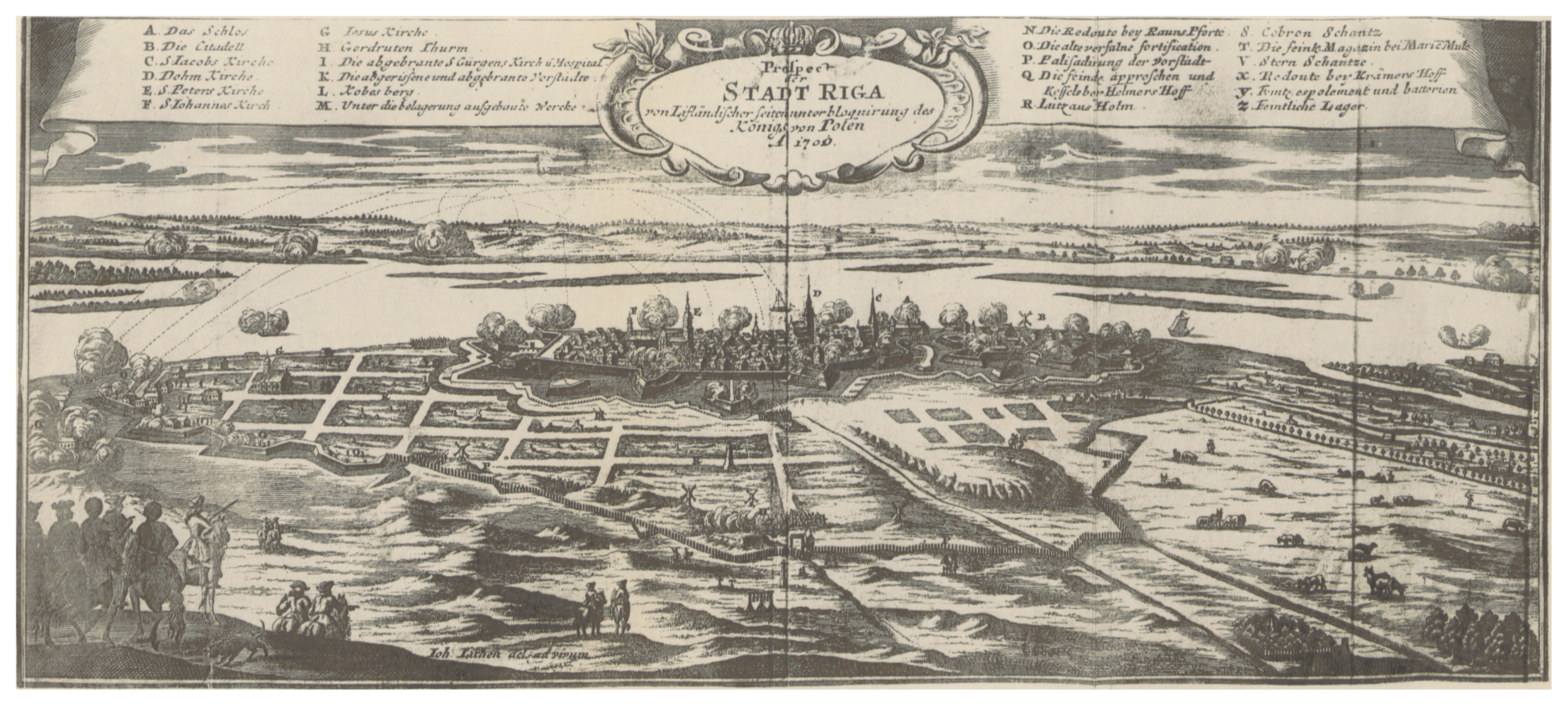